# Elegest (Jenissei)
Der Elegest (russisch Элегест, Элегёст (Elegjost)) ist ein 177 km langer, südlicher und orographisch linker Nebenfluss des Jenissei in der südsibirischen Republik Tuwa in Russland.

## Verlauf
Der Elegest entspringt etwa 20 km nördlich der Grenze von Russland zur Mongolei. Seine Quelle liegt im Östlichen Tannu-ola-Gebirge rund 44 km (jeweils Luftlinie) westsüdwestlich der Ansiedlung Ak-Tal an einem namenlosen und 2704 m hohen Berg auf etwa 2300 m Höhe.
Der Elegest fließt überwiegend nordostwärts durch kaum besiedeltes Gebiet. Anfangs verläuft er ostnordostwärts zur Ansiedlung Ak-Tal, wo der Fluss einen etwa u-förmigen Bogen um die Erhebung Ak-Tal (1283 m) macht. Hiernach fließt er ostwärts nach Chowu-Aksy und dann nordostwärts nach Elegest, um dabei mit mehreren Flussarmen Kotschetowo etwas nördlich zu passieren.
Fortan fließt der Elegest nordwärts nach Ust-Elegest, um dort die Fernstraße A162 zu unterqueren und etwa 450 m unterhalb davon beim Jenissei-Flusskilometer 3454 auf 595 m Höhe in den Jenissei zu münden.

## Eisgang und Fauna
Der Elegest ist in der Regel von Oktober bis Mai von Eis bedeckt. Er erhält sein Wasser überwiegend durch schmelzenden Schnee und sommerliche Niederschläge. Im Fluss leben Barsche, Gründlinge, Hechte, Quappen, Rotaugen und Steinbeißer.

## Einzugsgebiet und Zuflüsse
Das Einzugsgebiet des Elegest ist 4810 km² groß. Zu seinen Zuflüssen gehören mit orographischer Zuordnung (l = linksseitig, r = rechtsseitig) sowie – wenn bekannt – Gewässerlänge, Mündungsort mit Elegest-Flusskilometer und Einzugsgebietsgröße (flussabwärts betrachtet):
- Aschyk (l; 15 km, oberhalb Ak-Tal, bei km 160)
- namenlos (20 km, weit oberhalb Ak-Tal, bei km 148)
- namenlos (18 km, weit oberhalb Ak-Tal, bei km 140)
- Mog-Oi (l; 16 km, oberhalb Ak-Tal, bei km 132)
- Chenderge (l; 52 km, unterhalb Ak-Tal, bei km 111, 520 km²)
- Pajantala (r; 16 km, unterhalb Ak-Tal, bei km 103)
- namenlos (12 km, unterhalb Ak-Tal, bei km 101)
- Ulug-Sailyg (r; 27 km, oberhalb Chowu-Aksy, bei km 95)
- Sorok (r; 14 km, bei Chowu-Aksy, bei km 87)
- Azik (r; 15 km, unterhalb Chowu-Aksy, bei km 85)
- Ungesh (r; 38 km, unterhalb Chowu-Aksy, bei km 84, 759 km²)
- Balchaschtyk (l/r; 19 km, unterhalb Chowu-Aksy, bei km 81)
- Tschumurtuk (r; 35 km, weit unterhalb Chowu-Aksy, bei km 71)
- Ongatscha (l; 24 km, weit unterhalb Chowu-Aksy, bei km 68)
- Kara-Sug (r; 12 km, weit unterhalb Chowu-Aksy, bei km 58)
- Durgen (r; unterhalb Elegest)